# Anacron
anacron – program działający w systemie Unix, stanowiący uzupełnienie klasycznego crona o założenie, że system może pracować z przerwami; jako taki wymaga innego demona cron do poprawnego działania. Dzięki temu może być on używany do wywoływania poleceń w określonych interwałach (minimum dziennych), na maszynach niebędących włączonymi przez 24 godziny na dobę. Anacron został napisany przez Seana Perry'ego, lecz obecnie nie jest rozwijany.